# Gabriel Piguet
Gabriel Emmanuel Joseph Piguet (* 24. Februar 1887 in Mâcon; † 3. Juli 1952 in Clermont-Ferrand) war römisch-katholischer Bischof von Clermont.

## Leben

### Priester und Bischof in Frankreich
Gabriel Piguet besuchte die Grundschule in Villefranche-sur-Saône und das Jesuitenkolleg von Montgré. Nach seinem Abitur 1904 in Mâcon trat er in das Priesterseminar von Saint-Sulpice in Paris ein. Er studierte Theologie und Philosophie, unterbrochen als Freiwilliger Infanterist im Militärdienst, und empfing am 2. Juli 1910 die Priesterweihe durch Léon Kardinal Amette, den Erzbischof von Paris. Nach einem Doktoratsstudium am Collegium Angelicum in Rom wurde er zum Doktor der Theologie promoviert. Er wurde 1912 Vikar der Kathedrale von Autun. 
1914 wurde Piguet Sanitäter der französischen Truppen in Saarbrücken und an der Front in Hauts-de-Meuse. In Apremont wird er schwer verwundet und 1917 mit militärischen Ehrungen ausgemustert. Er nahm seinen Dienst an der Kathedrale von Autun wieder auf und engagierte sich für die Katholische Aktion und die Jugendbewegung. 1925 übernahm er das Amt des Subdirektor der Œuvres (Werke). 1927 wurde er Ehrendomherr in Clermont. 1929 wurde er von Hyacinthe-Jean Chassagnon zum Generalvikar des Bistums Clermont sowie zum Archidiakon von Chalon-sur-Saône (Saône-et-Loire) und Louhans (Saône-et-Loire) ernannt. Weiterhin engagierte er sich in der Jugendarbeit und gründete die Fédération Saint-Symphorien; 1933 initiierte er eine Jugendwallfahrt nach Lourdes.
Papst Pius XI. ernannte Piguet am 7. Dezember 1933 zum Bischof von Clermont. Die Bischofsweihe spendete ihm der Bischof von Autun, Hyacinthe-Jean Chassagnon, am 27. Februar 1934 in der Kathedrale Saint-Lazare von Autun. Mitkonsekratoren waren Jean-Baptiste-Auguste Gonon, Bischof von Moulins, und Jean-Marcel Rodié, Bischof von Ajaccio. Zelebrant des Weihegottesdienstes war  der Pariser Erzbischof Louis-Joseph Kardinal Maurin. Sein bischöflicher Wahlspruch lautete „Veritatem in caritate – Die Wahrheit in Liebe (bezeugen)“ (Eph 4,15). Piguet war der 100. Bischof von Clermont.
Piguet engagierte sich für die Jugendarbeit und die christliche Bildung der Kinder sowie den Katechismus, zusammen mit dem von ihm geförderten François Coudreau. Er war Unterstützer der Weiterbildung des Klerus und initiierte erste Priestergemeinschaften. 1942 waren über einhundert Seminaristen im Seminar von Clermont.

### Widerstand und Inhaftierung im KZ Dachau
Gabriel Piguet war Mitglied der Legion der alten Kämpfer des Ersten Weltkrieges (1914–1918) um Marschall Philippe Pétain. An den Gedenkfeiern nahm er im Bischofsornat teil und stellte die Kathedrale von Clermont ab 1940 zur Verfügung. Er war der erste Bischof, der Philippe Pétain als französischen Regierungschef empfing. Seine Rolle während der Besetzung Frankreichs war jedoch umstritten. Er respektierte Pétain und kritisierte den französischen Widerstand. Trotzdem schützte er ab August 1942 Juden und Partisanen, die durch die Gestapo verfolgt wurden. Er ließ in seinem Sprengel zahlreiche jüdische Kinder in katholischen Einrichtungen verstecken, so auch in Ambert.

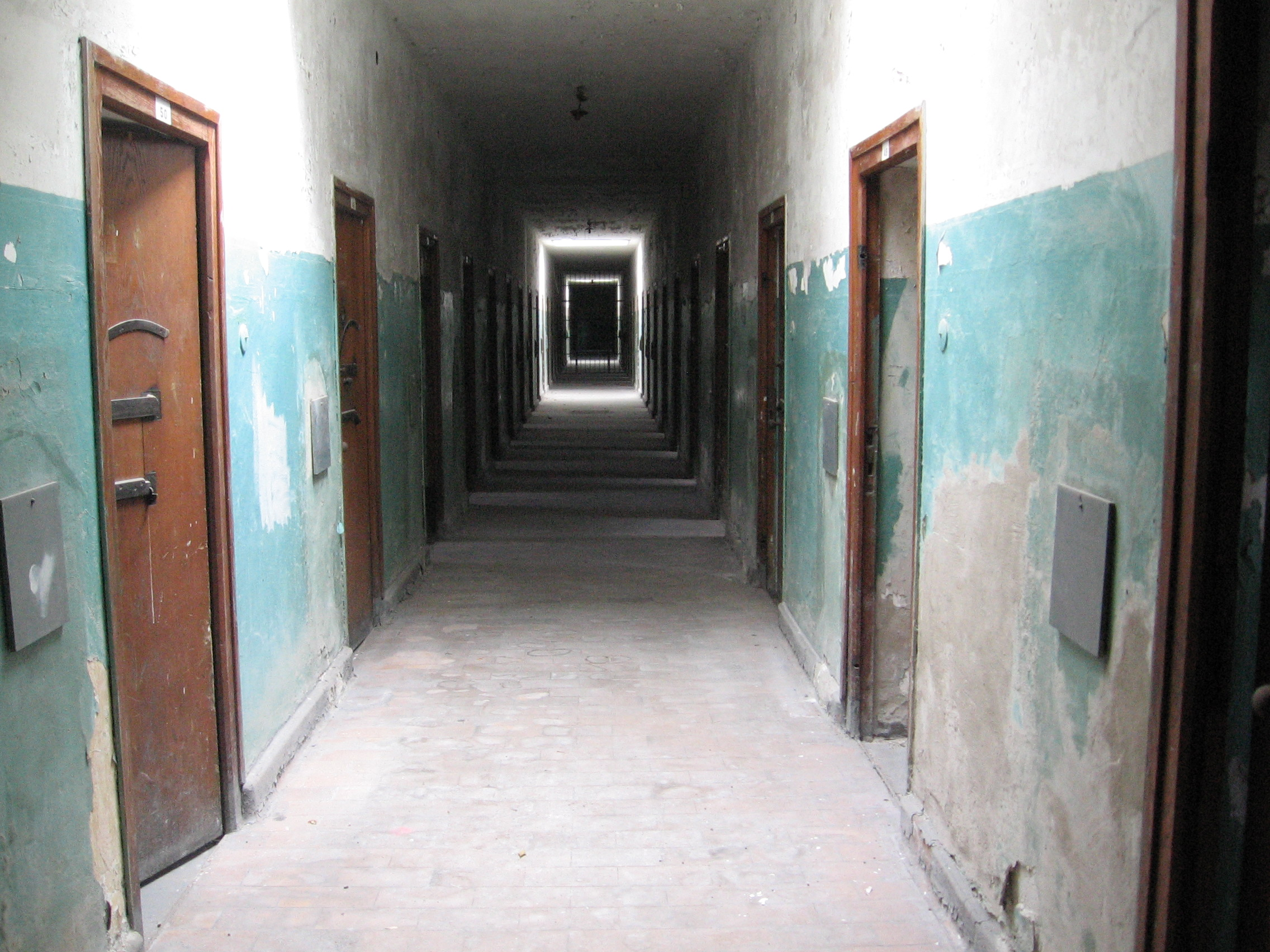
Der Bunker, in dem Sonderhäftlinge wie Piguet untergebracht waren

Als Folge dieses Widerstandes und unter fadenscheinigen Argumenten wegen Formfehlern seiner Diözesanverwaltung wurde Gabriel Piguet am 28. Mai 1944 nach dem Pfingstgottesdienst in der Kathedrale von Clermont durch Hugo Geissler, Chef der Gestapo in Vichy, festgenommen. Er wurde im Militärgefängnis des 92. Infanterieregimentes festgesetzt. Zusammen mit Franz Xaver von Bourbon-Parma kam er als Angehöriger der Resistance am 20. August 1944 zuerst in das KZ Natzweiler-Struthof, wo sie auf den bereits inhaftierten Charles Delestraint trafen. Am 6. September 1944 wurden sie ohne weitere Gerichtsverfahren ins KZ Dachau (Häftlingsnummer 103.001) verbracht. Gabriel Piguet wurde zunächst in das Krankenrevier eingewiesen, da er bei seiner Ankunft sehr geschwächt war. Nach drei Wochen wurde er entlassen und kam zunächst in den Block 28, wo er sich drei Tage gemeinsam mit den Geistlichen aus Osteuropa aufhielt. Am 25. September 1944 wurde er schließlich in den Block 26 verlegt. Es handelte sich dabei um den sogenannten Pfarrerblock, in welchem die Geistlichen, welche nicht aus Osteuropa stammten, untergebracht waren. Am 22. Januar 1945 wurde er in den sogenannten „Bunker“ als „Ehrenhäftling“ beziehungsweise „Sonderhäftling“ verlegt. Seit dem 11. Juli 1941 waren hier unter anderem drei evangelische Geistliche sowie Martin Niemöller und die katholischen Priester Domkapitular Johannes Neuhäusler, der Chefredakteur der Münchner Katholischen Kirchenzeitung Michael Höck und der Aachener Domkapitular Nikolaus Jansen sowie Corbinian Hofmeister, Abt von Metten, eingekerkert. Er wurde anschließend zusammen mit dem ebenfalls in Dachau inhaftierten Franz Xaver von Bourbon-Parma, Peter Churchill, Léon Blum, Hermann Pünder und anderen als Geiseln der SS für mögliche Verhandlungen mit den Alliierten verschleppt. Am 24. April 1945 wurde er unter abenteuerlichen Umständen mit 136 Mithäftlingen quer durch Deutschland transportiert und am Ende des Zweiten Weltkriegs in Südtirol von dem Wehrmachtsoffizier Wichard von Alvensleben befreit (siehe Befreiung der SS-Geiseln in Südtirol).
Piguet war der einzige französische Bischof, der von den Nationalsozialisten in den Jahren 1944 und 1945 deportiert wurde. Am 17. Dezember 1944 weihte Gabriel Piguet mit Erlaubnis des Bischofs von Münster, Clemens August Graf von Galen, und des Erzbischofs von München, Michael von Faulhaber, den Gefangenen Karl Leisner zum Priester.
1951 stellte sich heraus, dass Gabriel Piguet während des Zweiten Weltkrieges jüdischen Familien auch durch das Ausstellen zahlreicher falscher Taufbescheinigungen geholfen hatte.

## Ehrungen
- Gerechter unter den Völkern (posthum am 22. Juni 2001 in Yad Vashem)[8]

## Hirtenbriefe
Seine Hirtenbriefe fanden besondere Beachtung:
- Die heilbringende Rolle des Bischofs und der Katholischen Aktion (1934)
- Die moderne Welt und Gott (1935)
- Das Problem des Lebens (1936)
- Der christliche Geist (1937)
- Die unverzichtbare Nächstenliebe (1938)
- Der Geist des Kindes (1939)
- Der christliche Geist Frankreichs (1940)
- Unser spiritueller Beitrag zur französischen Erneuerung (1941)
- Vater unser im Himmel – Schrei und Licht des glaubenden Geistes in Verzweiflung (1942)
- Der Erlöser (1943)
- Spirituelle Erneuerung (1944)
- Einige Aspekte des geistigen Widerstandes gegen den Nazismus (1946)
- Das christliche Gleichgewicht (1947)
- Spiritueller Reichtum und spirituelle Armut (1948)
- Das Reich Gottes in uns (1949)
- Heiliges Jahr – Zeit des Aufbaus (1950)
- Das authentische Zeugnis des Christen (1951)
- Das wahre Gesicht des Christen (1952)